# 莫琚
莫琚（？年—？年），浙江杭州人。明朝政治人物。

## 生平
景泰四年（1453年）癸酉科浙江鄉試第九名舉人。累官四川重慶府同知。成化八年（1472年），築江津縣、永川縣城墻。